# Aslan Zetterberg
Aslan Zetterberg (geb. 25. August 1997 in Stockholm, Schweden) ist ein schwedischer American-Football-Spieler. Er spielt seit 2021 für die Leipzig Kings in der European League of Football. Zudem spielt er in den schwedischen Nationalmannschaft, mit der er 2018 Dritter und 2021 Zweiter der Europameisterschaft wurde.

## Karriere
Aslan Zetterberg begann mit sieben Jahren American Football bei den Tyresö Royal Crowns, erst auf den Positionen Linebacker und Runningback, später dann als Defensive Tackle. Er wurde in die Juniorennationalmannschaft, ab 2017 auch in die Seniorennationalmannschaft berufen und nahm mit letzterer 2018 und 2021 an der Europameisterschaft teil. Die Spielzeiten 2018 und 2019 verbrachte er bei den City College of San Francisco Rams (Junior College).
Mit den Carlstad Crusaders wurde Zetterberg 2020 schwedischer Meister und sack leader der Superserien. Im Frühjahr 2021 absolvierte er drei Spiele für die Lake Erie Storm (NCAA Division II). Anschließend wechselte er zu den neu gegründeten Leipzig Kings. 2021 wurde er ins All-Europe Team von American Football International gewählt sowie ins NFL IPP Combine eingeladen. 2022 wurde Zetterberg ins ELF All-Star First Team berufen.
Nachdem den Leipzig Kings in der laufenden Saison 2023 die Teilnahmelizenz der ELF entzogen wurde, wechselte Zetterberg zu der Stuttgart Surge.

## Statistiken
| Jahr                        | Team            | Spiele | Tackles | Tackles | Tackles | Tackles | Tackles | Interceptions | Interceptions | Interceptions | Interceptions | Interceptions | Fumbles | Fumbles | Fumbles |
| Jahr                        | Team            | Spiele | Total   | Solo    | Ast     | TFL     | Sack    | BrUp          | INT           | Yds           | TD            | PD            | FF      | FR      | TD      |
| --------------------------- | --------------- | ------ | ------- | ------- | ------- | ------- | ------- | ------------- | ------------- | ------------- | ------------- | ------------- | ------- | ------- | ------- |
| European League of Football |                 |        |         |         |         |         |         |               |               |               |               |               |         |         |         |
| 2021                        | Leipzig Kings   | 10     | 52      | 25      | 27      | 18      | 10      | 1             | 0             | 0             | 0             | 0             | 1       | 1       | 0       |
| 2022                        | Leipzig Kings   | 12     | 47      | 23      | 24      | 16      | 10      | 2             | 0             | 0             | 0             | 0             | 1       | 1       | 0       |
| 2023                        | Leipzig Kings   | 5      | 17      | 8       | 9       | 7       | 4       | 0             | 1             | 30            | 1             | 0             | 1       | 0       | 0       |
| 2023                        | Stuttgart Surge |        |         |         |         |         |         |               |               |               |               |               |         |         |         |
| ELF Gesamt                  | ELF Gesamt      | 27     | 116     | 56      | 60      | 41      | 24      | 3             | 1             | 30            | 1             | 0             | 3       | 2       | 0       |
| Quelle: sportsmetrics.com   |                 |        |         |         |         |         |         |               |               |               |               |               |         |         |         |